# Figure Number Five
Figure Number Five to piąty album szwedzkiej melodic death metalowej grupy Soilwork.

## Lista utworów (wersja standardowa)
1. "Rejection Role"
2. "Overload"
3. "Figure Number Five"
4. "Strangler"
5. "Light The Torch"
6. "Departure Plan"
7. "Cranking The Sirens"
8. "Brickwalker"
9. "The Mindmaker"
10. "Distortion Sleep"
11. "Downfall 24"

## Lista utworów (Edycja limitowana)

### CD 1 – Figure Number Five
1. "Rejection Role"
2. "Overload"
3. "Figure Number Five"
4. "Strangler"
5. "Light The Torch"
6. "Departure Plan"
7. "Cranking The Sirens"
8. "Brickwalker"
9. "The Mindmaker"
10. "Distortion Sleep"
11. "Downfall 24"

### CD 2 – Demos 1997
1. "Bound to Illusions"
2. "My Need"
3. "In a Close Encounter"
4. "Skin after Skin"
5. "Wake Up Call"
6. "Steel Bath Suicide"

## Twórcy
- Björn "Speed" Strid – wokal
- Peter Wichers – gitara prowadząca
- Ola Frenning – gitara prowadząca
- Ola Flink – gitara basowa
- Sven Karlsson – instrumenty klawiszowe
- Henry Ranta – perkusja
- Jens Broman – gościnnie wokal w utworze Figure Number Five
- Richard Larsson – tamburyn na ścieżce Brickwalker

## Pozycje na listach
| Lista  | Kraj    | Pozycja |
| ------ | ------- | ------- |
| Top 60 | Szwecja | 59      |